# Joseph Cook
Sir Joseph Cook (Silverdale (Engeland), 7 december 1860 – Sydney (Australië), 30 juli 1947) was een Australisch politicus. Hij was de zesde premier van Australië.

## Levensloop
Cook groeide op in een gehucht in de buurt van de Engelse plaats Newcastle-under-Lyme. Hij trouwde in 1885 met Mary Turner. Samen kregen zij 8 kinderen. Kort na hun trouwen emigreerden zij naar New South Wales in Australië. De familie kwam te wonen in Lithgow. Zij kwamen te werken in de koolmijnbouw. Cook maakte carrière binnen de vakbond. Door zijn werk kwam hij in aanraking met de politiek. In 1891 was hij een van de oprichters van de Australische Labor-partij. Namens die partij werd Cook gekozen in het parlement van New South Wales. In 1894 maakte hij de overstap naar de Vrijhandelspartij van George Reid. De reden daarvoor was dat de partij wilde dat alle leden een verklaring ondertekenden waarin stond dat zij zich gebonden achtte aan alle beslissingen de door de Labor-partij werden gemaakt.
Na de Australische onafhankelijkheid in 1901 werd Cook gekozen in het eerste gekozen parlement van het land. Hij groeide uit tot de tweede in rang in de partij achter Reid. Toen Reid in 1908 met pensioen ging fuseerde de Vrijhandelspartij met de Protectionisten van Alfred Deakin. In de nieuw gevormde Liberale Partij was Cook wederom de tweede man. Van 1909 tot 1910 was hij minister van Defensie in de regering van Deakin. Toen de zittende regeringspartijen in 1910 bij de verkiezingen door Labor werden verslagen volgde Cook Deakin op als partijleider.
Cook won de parlementsverkiezingen van 1913 en had een meerderheid van een zetel in het parlement. In de Senaat bokste hij op tegen een meerderheid. Daardoor was hij niet in staat effectief te regeren. Een wet die de bevoorrechte positie van vakbondsleden bij het verkrijgen van een baan ongedaan moest maken haalde het bijvoorbeeld niet. In 1914 brak de Eerste Wereldoorlog uit. Andrew Fisher, partijleider van Labor, wist de kiezer er aan te herinneren dat zijn partij had ingezet om een eigen zelfstandig defensiebeleid en wist de verkiezingen te winnen. Hij volgde Cook op.
De Labor-partij viel in 1916 uit elkaar. Premier Hughes, die Fisher een jaar eerder was opgevolgd, startte de Nationalistische Partij en Cook volgde hem. Hij werd zijn minister van de Marine. Namens Australië nam Cook deel aan de Parijse vredesconferentie waar hij de annexatie van Duits-Nieuw-Guinea voorstond. Van 1920 tot 1921 bekleedde de oud-premier de positie van minister van Financiën.
Cook verliet het parlement in 1921. Hij was nog werkzaam als ambassadeur in Londen tot 1927. Daarna ging hij definitief met pensioen. Twintig jaar later overleed hij in Sydney.
- Australian Dictionary of Biography: cook-sir-joseph-5763
- Bibliothèque nationale de France: cb170187157 (data)
- Gemeinsame Normdatei: 1069089826
- International Standard Name Identifier: 0000 0000 6406 2789
- Library of Congress Control Number: n2008076732
- Nationale bibliotheek van Australië: 35254428
- SNAC: w65b2jqm
- Système universitaire de documentation: 079459285
- Trove: 883801
- Virtual International Authority File: 78258706
- WorldCat: E39PBJmhKM6fdWtdfkyCdqXDbd